# St. Francis Square
St. Francis Square es un complejo de tres edificios situado en Ortigas Center. Los edificios más notables del complejo son las BSA Twin Towers, diseñadas por R. Villarosa Architects usando el diseño estructural tubular. Las torres gemelas tienen ambas 55 plantas y descansan en una losa de cimentación reforzada. 
La construcción comenzó en 1999 y finalizó en 2000. Posteriormente las torres gemelas fueron detenidas a finales de 2009 por renovación, que todavía continúa. EL complejo está situado en el corazón de Ortigas Center, un importante distrito financiero que contiene más de 100 hectáreas de espacio de oficinas. El otro edificio situado en St. Francis Square es St. Francis Square Mall.

## Complejo

### BSA Twin Towers
Los edificios más notables del complejo son las BSA Twin Towers, ambas con 55 plantas y 197 metros de altura de azotea. También ocupan una superficie de 3.037,32 metros cuadrados en la parcela. Fueron también las torres gemelas más altas del país (las otras torres gemelas más altas eran Pacific Plaza Towers en 2001) hasta la finalización de The St. Francis Shangri-La Place. Muy probablemente, si la altura de las torres incluye la aguja arriba de la pirámide, la altura oficial de BSA Twin Towers sería de 215 metros, lo que las hace los cuarto y quinto edificios más altos del país y también de Metro Manila, haciéndolos más altos que The St. Francis Shangri-La Place.
Las torres estaban al lado de The Podium, uno de los principales centros comerciales situados en Ortigas Center. Algunos elementos del diseño de las torres fueron incorporados en BSA Tower, uno de los proyectos residenciales de St. Francis Square Group of Companies.

### St. Francis Square Mall
St. Francis Square Mall es uno de los edificios del complejo St. Francis Square. Tiene 4 plantas y es un competidor directo del cercano SM Megamall. El centro comercial y las Twin Towers están separadas por un gran aparcamiento de coches para los clientes del centro comercial.